# Scyliorhinus garmani
Scyliorhinus garmani är en hajart som först beskrevs av Fowler 1934. Scyliorhinus garmani ingår i släktet Scyliorhinus och familjen rödhajar. IUCN kategoriserar arten globalt som otillräckligt studerad. Inga underarter finns listade i Catalogue of Life.